# 14479 Plekhanov
14479 Plekhanov è un asteroide della fascia principale esterna. Scoperto nel 1994, presenta un'orbita caratterizzata da un semiasse maggiore pari a 3,150259 UA e da un'eccentricità di 0,136400, inclinata di 5,902898° rispetto all'eclittica. Ha un diametro di 10,605 km e un'albedo di 0,143.
Fa parte della famiglia di asteroidi Hygiea.
L'asteroide era stato inizialmente battezzato 14479 Plekanov per poi essere corretto nella denominazione attuale.
L'asteroide è dedicato allo scienziato russo Gennadiy Plekanov che ha compiuto una ricerca trentennale sull'evento di Tunguska.